# Drepanulatrix cervinicolor
Drepanulatrix cervinicolor är en fjärilsart som beskrevs av George Duryea Hulst 1893. Drepanulatrix cervinicolor ingår i släktet Drepanulatrix och familjen mätare. Inga underarter finns listade i Catalogue of Life.